# Steve Hart
Steve Hart (Wangaratta, 13 de febrero de 1859 - Glenrowan, 28 de junio de 1880) era un bushranger australiano y miembro de la banda Kelly. Un amigo cercano del hermano de Ned Kelly, Dan Kelly, Hart fue atrapado en el asesinato de tres policías en Stringybark Creek. Fue asesinado durante el asedio a Glenrowan, Victoria.

## Primeros años
Hart nació en Three Mile Creek, cerca de Wangaratta (Victoria), en 1859. Sus padres, Richard Hart y Bridget Young, habían venido de Irlanda. Tuvieron otros hijos, Richard 'Dick' Hart (Jr.), Hugh Hart, Thomas Hart, Nicholas Hart, Esther 'Ettie' Hart, Jane Hart y Winifred Hart.
Hart era un hombre pequeño y muy buen jinete. Su hermano Nicholas era jockey. Una historia dice que Steve trabajó como jockey en Beechworth y Wangaratta, y ganó'The Benalla Handicap' después de que se mantuviera una protesta. No abrió las puertas de la granja, y siempre saltaba sobre ellas con su caballo.

## Crimen
En 1877, Hart fue enviado a la prisión de Beechworth por 12 meses por robar 13 caballos:: 100  Conoció a Dan Kelly mientras estaba en prisión. Cuando lo sacaron de la cárcel fue a Bullock Creek a buscar oro con Dan Kelly. Se dice que dijo lo siguiente: "...una vida corta y alegre".: 100  Estaba en Bullock Creek mientras Dan y Ned Kelly se escondían de la policía. La banda, que ese día incluía a Joe Byrne, escuchó disparos y descubrió un grupo de búsqueda policial acampado cerca de Stringybark Creek. Al día siguiente, la banda fue al campamento a llevarse las armas de los policías. Tres policías fueron asesinados y la banda se convirtió en forajidos, lo que significaba que podían ser capturados vivos o muertos a cambio de una recompensa. En ese momento la policía no sabía que Hart era miembro de la banda. Como miembro de la pandilla Kelly, a menudo andaba en ropa de mujer para evitar ser atrapado. Durante la búsqueda de la Pandilla Kelly, se le dijo a la policía que detuviera a las mujeres jinetes para ver si realmente eran mujeres. Las historias de cómo la hermana de Ned, Kate Kelly, hizo cosas para ayudar a la pandilla, fueron probablemente sobre Steve Hart.

## Bushranger
Hart participó en los robos de bancos en Euroa y Jerilderie. En Euroa conoció a un viejo amigo suyo de la escuela, Francis 'Fanny' Shaw (a veces conocido como Maggie Shaw) y, a través de ella, la policía descubrió su nombre. Hart también robó un reloj de Robert Scott, el gerente del banco. Cuando un empleado del banco, Bob Booth, le pidió algo para recordar la visita, Hart le dio una bala de plomo tallada con la letra "H".
En Jerilderie en 1879, la banda de Kelly mantuvo a mucha gente como rehenes en el Hotel Royal antes de robar el banco. Hart le robó un reloj al reverendo Gribble, un pastor de la iglesia protestante.: 369  Ned le dijo a Hart que era un ladrón común y lo obligó a devolverle el reloj.: 369  Después de Jerilderie, Hart se escondió con la pandilla durante la mayor parte de 1879, aunque Hart fue a un médico de St.

## Glenrovan

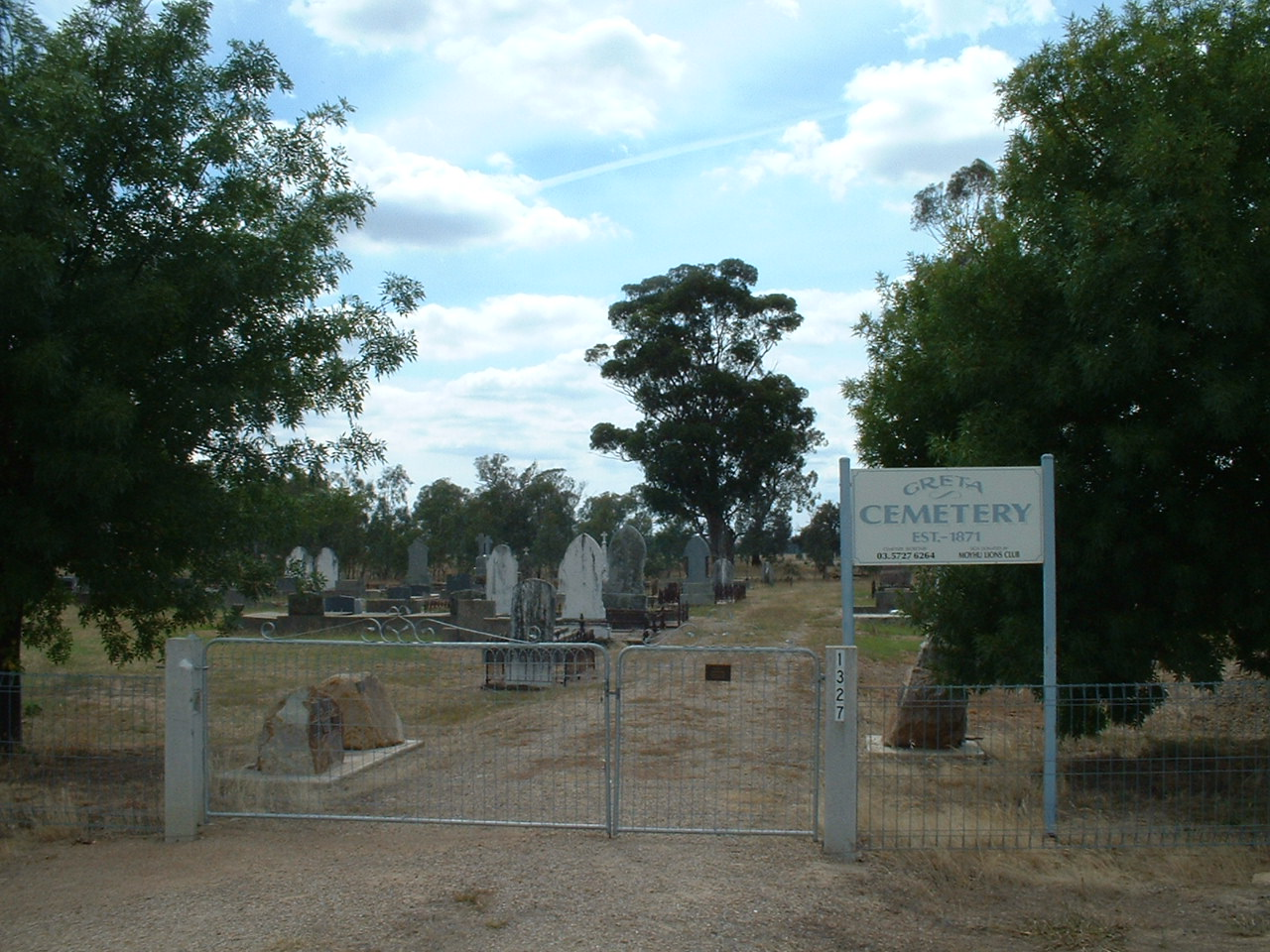
Cementerio Greta, donde Steve Hart está enterrado en una tumba sin marcar

En junio de 1880, Ned Kelly ideó un plan para sacar a su madre de la cárcel. Dan Kelly y Joe Byrne fueron a Beechworth y mataron a su amigo Aaron Sherritt, quien creían que era un espía de la policía. Sabían que esto traería a muchos policías en tren a Beechworth para capturarlos. Mientras tanto, Hart y Ned Kelly fueron a Glenrowan y obligaron a los trabajadores ferroviarios a subir las vías del tren. Esperaban que el tren de la policía se estrellara y que luego, con armadura casera, capturaran a los policías sobrevivientes.: 153 
Hart y Kelly obligaron a mucha gente del pueblo a entrar en un pequeño hotel propiedad de Ann Jones. A ellos se unieron Dan Kelly y Byrne que habían cabalgado rápidamente a través del país desde Beechworth. Esperaron en el hotel a la policía. El plan fracasó cuando las noticias del asesinato de Sherritt tardaron mucho tiempo en llegar a Melbourne. La gente que se mantenía en el hotel se estaba volviendo difícil de mantener bajo control. Ned Kelly dejó en libertad a un hombre a las 3 de la madrugada, el maestro de escuela Thomas Curnow, quien dijo que tenía que volver a casa con su esposa. En lugar de eso, se dirigió a la línea de tren y pudo detener el tren de la policía de manera segura.: 158  La policía fue al hotel y comenzó a disparar. Se calcula que se dispararon 15.000 balas. Joe Byrne fue asesinado a tiros en la habitación delantera del hotel. Ned Kelly salió del hotel temprano en la mañana, probablemente para reunirse con otros hombres que iban a ayudarlo a capturar el tren. Fue capturado por la policía.
A las 10.00 horas, la policía se vio obligada a dejar de disparar para permitir la huida de algunos de los rehenes. Varios, incluyendo el hijo del dueño del hotel, habían sido asesinados a tiros. La hermana de Dan Kelly, Maggie Skillion, y un sacerdote católico, el Padre Gibney, trataron de ir al hotel a decirle a Steve y a Dan que se entregaran, pero la policía los detuvo. La policía quería que se enviara un cañón desde Nelbourne para poder echar a los dos hombres.: 162  A las 2.30 p. m. la policía prendió fuego al hotel y el padre Gibney entró corriendo.: 162  Gibney vio los cuerpos de Hart y Dan Kelly tirados uno al lado del otro en una habitación en la parte de atrás del hotel, con la cabeza apoyada en mantas.: 162  Habían quitado la armadura que estaba colocada a su lado. Lo más probable es que se hubieran suicidado.

## Muerte
Los cuerpos de Hart y Kelly fueron quemados durante el incendio. La gente que vio los cuerpos quemados y ennegrecidos fue incapaz de decir cuál era Dan Kelly y cuál era Steve Hart.: 30  El cuerpo de Hart, poco más que un muñón ennegrecido, fue tomado por su hermano, Dick Hart, y enterrado en el Cementerio Greta al día siguiente, 29 de junio de 1880, en la misma tumba que Dan Kelly. Tenía 21 años. Después de que la tumba fue llenada, toda el área fue arada para mantener escondido el sitio de la tumba.: 206  La familia estaba preocupada de que la policía todavía trataría de conseguir los cuerpos. La armadura de Hart está ahora en exhibición en el Museo de la Policía de Victoria en Melbourne.
A lo largo de los años se ha dicho que Hart y Dan Kelly no murieron en el hotel, sino que escaparon y se fueron a vivir a Queensland. Un hombre llamado Billy Meade, mientras moría en 1938, le dijo a una enfermera que en realidad era Hart. Otra historia dice que Hart y Dan Kelly fueron a Sudáfrica. Después de servir en la segunda guerra bóer, también llamada la guerra de Sudáfrica, fueron a la India, donde se dice que Hart se ahogó en Calcuta en 1917. No hay evidencia para probar estas historias.

## Otros sitios web
- «NOLAN, Sidney; Steve Hart dressed as a girl». artsearch.nga.gov.au. 2011. Consultado el 9 de julio de 2011.
- «Steve Hart in a dress by Sidney Nolan 1945». pictureaustralia.org. 2011. Archivado desde el original el 22 de febrero de 2011. Consultado el 9 de julio de 2011.
- Fotografía de la armadura de Dan Kelly y Archivado el 6 de octubre de 2009 en Wayback Machine. Steve Hart Archivado el 6 de octubre de 2009 en Wayback Machine.
- «Bushranger Stephen (Steve) Hart». National Museum Australia. 2011. Archivado desde el original el 21 de marzo de 2011. Consultado el 9 de julio de 2011.
- «Black and white lantern slide of a sketch - Stephen (Steve) Hart». National Museum Australia. 2011. Archivado desde el original el 4 de abril de 2011. Consultado el 9 de julio de 2011.

- Datos: Q7612787
- Multimedia: Steve Hart / Q7612787